# Ivan Anikeyev
Ivan Nikolayevich Anikeyev (Voronezh, 12 de fevereiro de 1933 – Bezhetsk, 8 de agosto de 1992) foi um cosmonauta da União Soviética que terminou despedido do programa espacial soviético por razões disciplinares, sem nunca haver realizado um voo espacial.

## História
Ivan Anikeyev nasceu em 12 de fevereiro de 1933, em Voronezh, na Rússia. Filho de um funcionário da via férrea e de uma funcionária de uma fábrica. O jovem Anikeyev completou sua educação báscia numa escola em sua própria cidade natal, que passara a se chamar Liski. Em julho de 1952 ele foi convocado para entrar na Força Aérea Soviética, passando a treinar na Stalin Naval Aviation School, na cidade portuária de Yeisk, graduando-se em 1955. No ano seguinte Anikeyev completou um curso avançado em um regimento de treinamento para combate aéreo em Kuybyshev (cidade que foi posteriormente renomeada como Samara), nas imediações do rio Volga, graduando-se como tenente, em 30 de julho de 1956. Em 18 de agosto do mesmo ano passou a atuar em um regimento estacionado em Kilp-Yarv. Em 30 de novembro Anikeyev tornou-se chefe de um grupamento de caças Yak-25 e rumou para uma base no Mar do Norte. Em 24 de abril de 1957 ele conseguiu distinguir-se como piloto militar de terceira classe, sendo agraciado com uma medalha e sendo promovido a tenente sênior em 17 de agosto de 1958. Pouco depois, em 1959, Anikeyev foi convocado para realziar testes para um programa do governo soviético altamente secreto. Por ocasião disto ele viajou a Moscou, ficando alojado no mesmo quarto que Gherman Titov e Grigori Nelyubov. Mal sabiam eles que estavam ali para realizar os primeiros testes para integrarem a primeira turma de cosmonautas da União Soviética. Juntamente com outros dezessete homens, os três militares foram escolhidos como os primeiros cosmonautas soviéticos, passando a efetuar uma série de testes e treinamentos como tais. O programa espacial soviético vivia dias de glória, pois em 12 de abril de 1961 um soviético (Iuri Gagarin) tornou-se o primeiro homem no espaço, realizando um voo orbital de mais de uma hora. Titov, pouco depois, tornou-se o primeiro homem a permanecer mais de 24 horas no espaço. Outros dois soviéticos, Andrian Nikolayev e Pavel Popovich, realizaram o primeiro voo espacial de duas naves simultaneamente em órbita. Naquela época, as missões espaciais soviéticas chamavam a atenção do mundo e os cosmonautas que as realizavam eram rapidamente aclamados como heróis nacionais. Aqueles que ainda não tinham voado ao espaço podiam dar-se ao luxo de nutrir esperanças de voar ao espaço e atingir grande notoriedade.
Contudo, em 27 de março de 1963, algo aconteceu que teria um efeito dramático e negativo sobre a vida de Anikeyev. Ele, Grigori Nelyubov e um terceiro cosmonauta, Valentin Filatyev, após uma longa noite de diversão, voltavam a pé para o centro de treinamento, bêbados. Em dado momento atiraram garrafas vazias na direção de um restaurante, chamando a atenção de passantes que chamaram a polícia. Uma patrulha interceptou os três cosmonautas e pediu-lhes documentos. Isso irritou Nelyubov, que passou a ofender os policiais. Os policias pediram que os três se desculpassem. Anikeyev e Filatyev desculparam-se, mas Nelyubov continuou a lançar impropérios e provocações sobre os guardas, que os levaram detidos. Isso ocasionou uma situação delicada e, para servir de exemplo aos demais cosmonautas, bem como para evitar que a imagem do programa espacial soviético saísse manchada, Ivan Anikeyev, Valentin Filatyev e Grigori Nelyubov foram demitidos após mais alguns dias. Os três voltaram então a ocupar cargos dentro da Força Aérea Soviética (Nelyubov, entretanto, mergulharia em depressão, vindo a morrer em 1966). Anikeyev passou a atuar em uma base aérea no norte da Rússia, como piloto de segunda classe. Permaneceu nesta atividade até 1965, servindo por mais dez anos como controlador de voo, chegando ao posto de capitão. Em 2004 o ex-cosmonauta russo Aleksei Leonov publicou o livro Two Sides of the Moon, juntamente com o ex-astronauta americano David Scott. Em tal publicação, Leonov contou uma curiosa história envolvendo Anikeyev por volta de 1970. Este estaria em uma festa quando alguém conseguiu retirar de seu bolso as chaves de seu automóvel. Usando este veículo, tal pessoa teria saído em alta velocidade por uma estrada, atropelando alguém. Posteriormente a pessoa conseguiu recolocar as chaves no bolso de Anikeyev e este, ao ser identificado, foi detido, passando um ano na prisão até conseguir provar sua inocência. Apesar de provar sua inocência, Anikeyev nunca mais teve permissão para voar. Após transferir para a reserva, Anikeyev mudou-se para a cidade de Bezhetsk, onde viria a morrer de câncer em 20 de agosto de 1992, aos 57 anos de idade. A notícia da demissão de Anikeyev e seus colegas foi mantida em segredo até abril de 1986.

## Ligações Externas
- BURGESS, Collin; HALL, Rex. The First Soviet Cosmonaut Team: Their Lives, Legacy And Historical Impact. Chichester, UK: Springer/Praxis, 2009.
- BECKER & JANSSEN. Cosmonauts. Disponível em: http://www.spacefacts.de/english/bio_cosm.htm. Acesso em: 19 de outubro de 2010.
- HALL, Rex D.; SHAYLER, David J.; VIS, Bert. Russia’s Cosmonauts: Inside The Yuri Gagarin Training Center. Chichester, UK: Springer/Praxis, 2005.
- HARVEY, Brian. Soviet And Russian Lunar Exploration. Chichester, UK: Springer/Praxis, 2007a.
- ____________. The Rebirth Of The Russian Space Program: 50 Years After Sputnik, New Frontiers. Chichester, UK: Springer/Praxis, 2007b.
- LEONOV, Aleksey; SCOTT, David. Two Sides Of The Moon: Our Story Of The Cold War Space Race. London: Simon & Schuster, 2004.